# Fiscus (Iowa)
Pour les articles homonymes, voir Fiscus (homonymie).
Fiscus est une communauté non constituée en municipalité, du comté d'Audubon en Iowa, aux États-Unis.
Le bureau de poste est inauguré en 1888 et fermé en 1908.
Adam Cain Fiscus était le pasteur de l’Église du Christ de Fiscus.

## Source de la traduction
- (en) Cet article est partiellement ou en totalité issu de l’article de Wikipédia en anglais intitulé « Fiscus, Iowa » (voir la liste des auteurs).